# إبني الجهادي
إبني الجهادي (بالإنجليزية: My Son the Jihadi)‏ هو فيلم وثائقي بريطاني تم إنتاجه في سنة 2015، أخرجه بيتر بيرد وأُذيع على القناة الرابعة البريطانية في 22 أكتوبر 2015. يتناول الفيلم قصة حقيقة لأم بريطانية وإبنها الذي اعتنق الإسلام وانضم إلى صفوف حركة الشباب الصومالية. فاز الفيلم ب

## روابط خارجية
- إبني الجهادي على موقع IMDb (الإنجليزية)
- إبني الجهادي على موقع نتفليكس (الإنجليزية)
- إبني الجهادي على موقع قاعدة بيانات الفيلم (الإنجليزية)
- إبني الجهادي على موقع ليتربوكسد (الإنجليزية)
- إبني الجهادي على موقع كينوبويسك (الروسية)